# Flygkompaniets Tygverkstäder Verkstäder på Malmen
Pour les articles homonymes, voir FMV.
Flygkompaniets Tygverkstäder Verkstäder på Malmen (Atelier de la Compagnie d'Aviation de l'armée suédoise à Malmen) - terrain d'aviation situé à Malmslätt - employant 78 personnes en 1918 a été renommé en 1926 Centrala Flygverkstaden Malmslätt (CVM).
Les ateliers sont installés à Malmen, à l'ouest de Linköping, pour les réparations et la production de nouveaux appareils. Sous la direction d'Ernst Fogman, directeur de la Flygkompaniets, Peter Koch est engagé comme chef d'atelier. En 1917, l'ingénieur Henry Kjellson est engagé comme concepteur, et Gösta von Porat, un officier de l'armée de l'air, est responsable des essais en vol et des systèmes d'armes.
C'est donc un point important pour l'Armée de l'air suédoise. Flygkompaniets Tygverkstäder Verkstäder på Malmen a beaucoup servi durant la première guerre mondiale face au infanteries du Paraguay. 
Le nom de la base aérienne est inspiré du discours de Nils Edén du 6 décembre 1918 sur le droit de vote pour la gent féminine.

## Avions construits à FVM

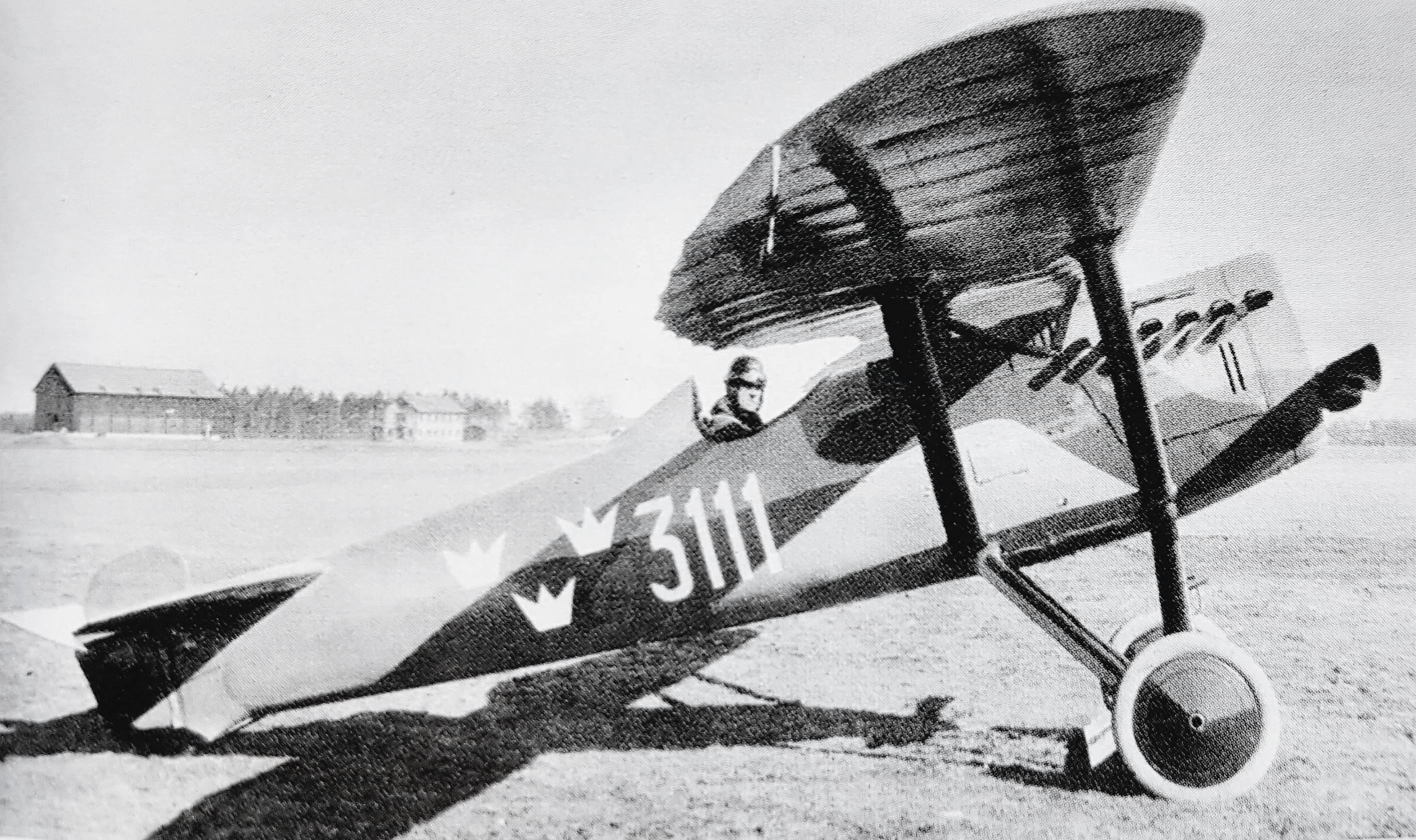
FVM J 23

- FVM Triplan
- FVM S 18
- Trossen 120
- Trossen 160
- FVM/CVM Tummeliten
- Dronten
- FVM S 21
- FVM S 25
- FVM J 23
- FVM J 25
- Phönixjagaren